# Даглас DC-8
Даглас DC-8 (енгл. Douglas DC-8) је четворомоторни млазни ускотрупни авион. То је први млазни авион који је развио Даглас (касније 1967. године, постао део Макдонел Дагласа) како би конкурисао Боингу и његовом 707. Први лет је био 30. маја 1958. Авион је продаван у 6 основних верзија. Производња је прекинута 1972. године са 556 произведених комада. Овај тип авиона данас остаје популаран међу карго компанијама али га одавно не користи ни једна за путничке летове.

## Пројектовање и развој
Даглас је почео израду пројекта за млазни авион средином 1952. године. До средине 1953. пројекат је већ попримио облик веома сличан коначној верзији авиона DC-8, нискокрилца са 30-степеним углом стреле крила, унутрашњим пречником кабине од 3,35 m, 80 седишта и 4 млазна мотора „Прат енд Витни JT3C". Максимална предвиђена маса авиона је била 95 тона, а долет је процењен на негде између 4800—6400 km.
Даглас је и даље био равнодушан према пројекту млазног линијског путничког авиона, верујући у потписивање уговора с Ратним ваздухопловством САД о изради авиона-цистерне. У мају 1954, УСАФ прослеђује захтев за чак 800 авио-цистерни Боингу, Дагласу, Конваиру, Ферчајлду, Локиду и Мартину. Боинг је у том тренутку био само два месеца до првог лета свог прототипа, а само четири месеца након издавања захтева „УСАФ“ наручује првих 29 авиона KC-135 из Боинга. Доналд Даглас је остао затечен брзином одлуке која је по њиховом мишљењу била донесена и пре завршетака њихове понуде, а њихови протести у Вашингтону били су без успеха.
Како је већ започео пројекат DC-8 и као путничког авиона, Даглас је одлучио да настави са његовим развојем. Разговори са компанијама резултирали су бројним изменама на трупу авиона који је проширен на 380 mm како би се омогућио смештај 6 седишта у једном реду те је додатно издужен. То је довело и до потребе за већом површином крила и репа. Трошак програма био је огроман и у то време био је најскупљи подухват било које врсте покренут у једном предузећу. Сам Доналд Даглас осигурао је 450 милиона долара. DC-8 био је званично најављен у јулу 1955. године. Понуђене су четири верзије засноване на истој конструкцији дужине 45,9 m, са размахом крила од 43 m, али са различитим моторима и капацитетом резервоара за гориво. Даглас никако није желео да понуди труп авиона различитих величина. Пробни лет је планиран за децембар 1957, а почетак комерцијалне употребе за 1959.

### Варијанте авиона Даглас
Основне верзије:
- - произведено 2 примерка (прототипови), први лет 30. маја 1958. године,
- - произведено 59 примерака, први лет 29. новембра 1958. године,
- - произведено 52 примерака, први лет 21. фебруара 1959. године,
- - произведено 29 примерака, први лет 23. јула 1959. године,
- - произведено 162 примерака, први лет 20. децембра 1960. године,
- - произведено 252 примерака, први лет 14. марта 1966. године.

Супер седамдесетице
Увођењем пооштрених стандарда у погледу буке четворомоторних млазних авиона, Макдонел Даглас је био суочен са притиском авио-компанија, корисника авиона DC-8, да покуша да реши тај проблем, јер је постојала основана бојазан да ће авиони овога типа бити искључени из саобраћаја. Пошто је производња DC-8 престала 1972. године, МДК се нерадо прихватио решавања овог проблема. Коначно је 1975. године Џенерал Илектрик понудио знатно тиши француско-амерички мотор CFM 56. Уградњом овог мотора на авионе серије DC-8-60 добијена је серија авиона под називом „Супер седамдесетице“. Авиони серије DC-8-61,623 и 6, са моторима ЏИ CFM 56 од 98,5 kN постали су авиони Супер DC-8-71,723 и 7. Ова модификација је урађена у Граману. Максимална тежина узлетања остала је иста, али је дошло до смањења корисног терета ради уградње тежих мотора. Све три варијанте су сертификоване 1982. године. Укупно 110 авиона из серије - 60 су преиначена на стандард серије - 70, а програм је угашен 1988. године. Супер седамдесетице су биле велики успех, јер су биле за 70% тише од својих претходника, и биле су најтиши четворомоторни авиони тога времена. Поред тога, за 20% су ефикасније искоришћавале гориво тако да су знатно смањиле оперативне трошкове и повећале долет ових авиона. До појаве Боинга 747 ово су били највећи путнички авиони у авио саобраћају.

## Карактеристике Авиона
|                             |         |         |
| Капацитет путника           | 176/124 | 259/180 |
| Највећа тежина при узлетању |         | 158.760 |
| Долет                       | 7410    | 3445    |
| Брзина крстарења            | 840     | 840     |
| Дужина                      | 45,87   | 57,10   |
| Распон крила                | 43,41   | 45,24   |
| Висина авиона               | 13,21   | 13,11   |

## Оперативно коришћење

### Коришћење у свету
Авион Даглас DC-8 је произвођен од 1959. до 13. маја 1972. године и за то време је произведено 556 примерака свих верзија овог типа авиона. Авион је до сада користило 48 корисника у 28 земаља. Даглас DC-8 је 21. августа 1961. године у контролисаном понирању са висине од 12.000 m, постигао брзину од 1.012 km/h и пробио звучни зид. Ово је било у оквиру експеримента да се прикупе подаци за пројектовање новог крила. У сваком случају, DC-8 је био први путнички авион који је летео суперсоничном брзином. Један примерак авиона Даглас DC-8 као полован је коришћен у морнарици САД као платформа за електронско ратовање. Ова војна верзија авиона имала је ознаку C-24.

### Коришћење у нас
Код нас је авио-компанија Инекс Адрија Авиопромет 1972. године изнајмила један авион Даглас DC-8 који је служио за интерконтинентални саобраћај.